# Saša Dobrić
Saša Dobrić (in serbo Саша Добрић?; Bencovazzo, 24 gennaio 1982) è un ex calciatore serbo, di ruolo centrocampista.

## Carriera

### Club
Dobrić giocò con la maglia del Vojvodina, per poi passare in prestito ai bosniaci del Rudar Ugljevik. Nel 2004, si trasferì con la stessa formula agli svedesi del Degerfors.
Rientrato al Vojvodina, vi rimase per altre due stagioni, con maggiore spazio. Nel 2007 tornò ancora in Svezia, stavolta al Trollhättan: si trattò soltanto di una parentesi, poiché pochi mesi dopo firmò nuovamente per il Vojvodina.
Dopo un'esperienza in prestito al ČSK Pivara, nel 2008 venne ingaggiato dagli ungheresi del Vasas. Nel 2011 trovò un accordo con i kazaki del Vostok, per poi tornare ancora in Ungheria per giocare nell'Eger.
Nel 2013, fece ritorno in Serbia per militare nelle file del BSK Borča. Nel 2014, passò al Dolina Padina.